# کاتبرت (جورجیا)
کاتبرت، جورجیا (به انگلیسی: Cuthbert, Georgia) یک شهر در ایالات متحده آمریکا با جمعیت ۳٬۴۲۵ نفر است که در جورجیا واقع شده است.

## موقعیت جغرافیایی
موقعیت جغرافیایی شهرها و مناطق اطراف به شرح زیر است:

## نگارخانه

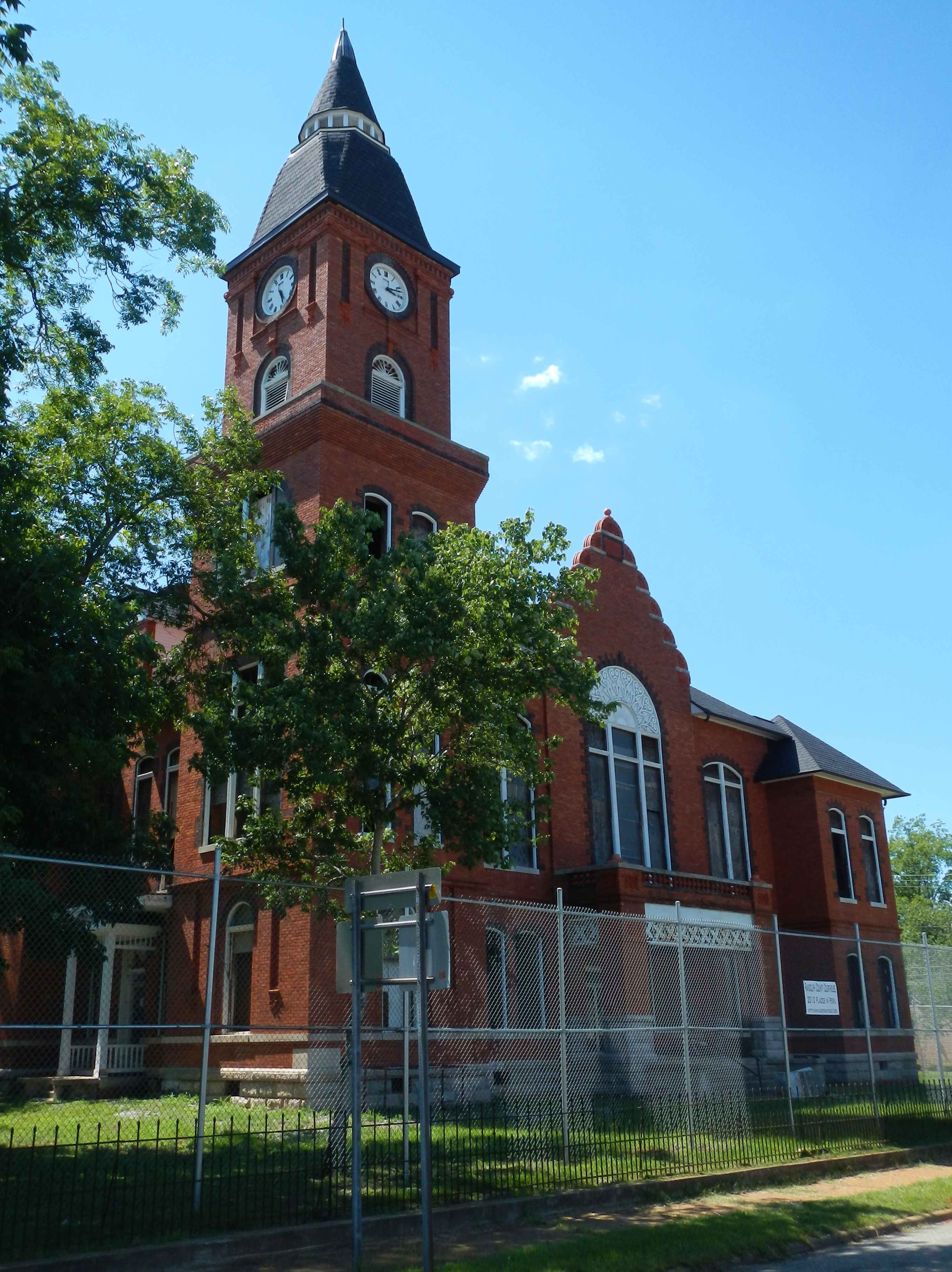
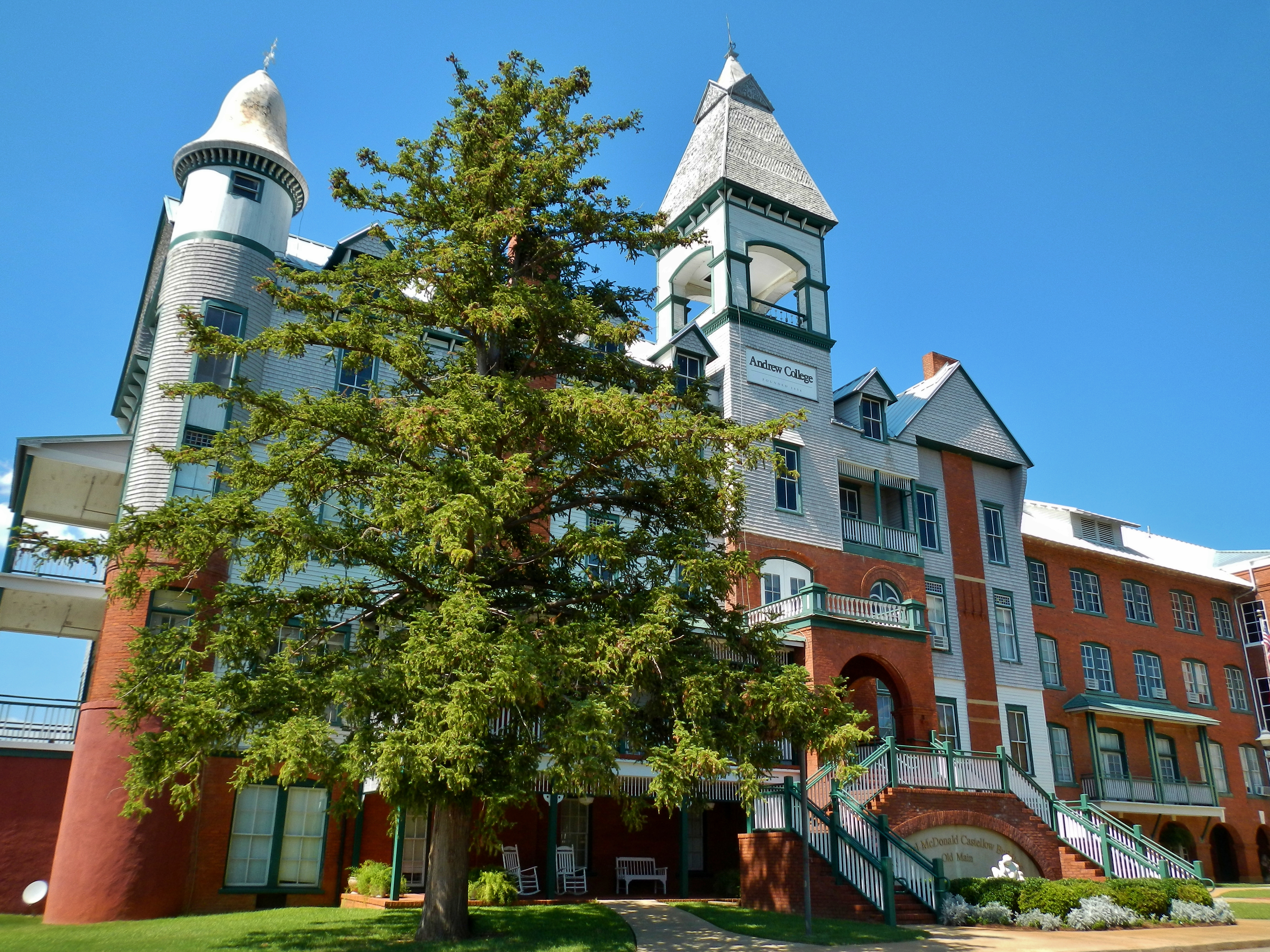
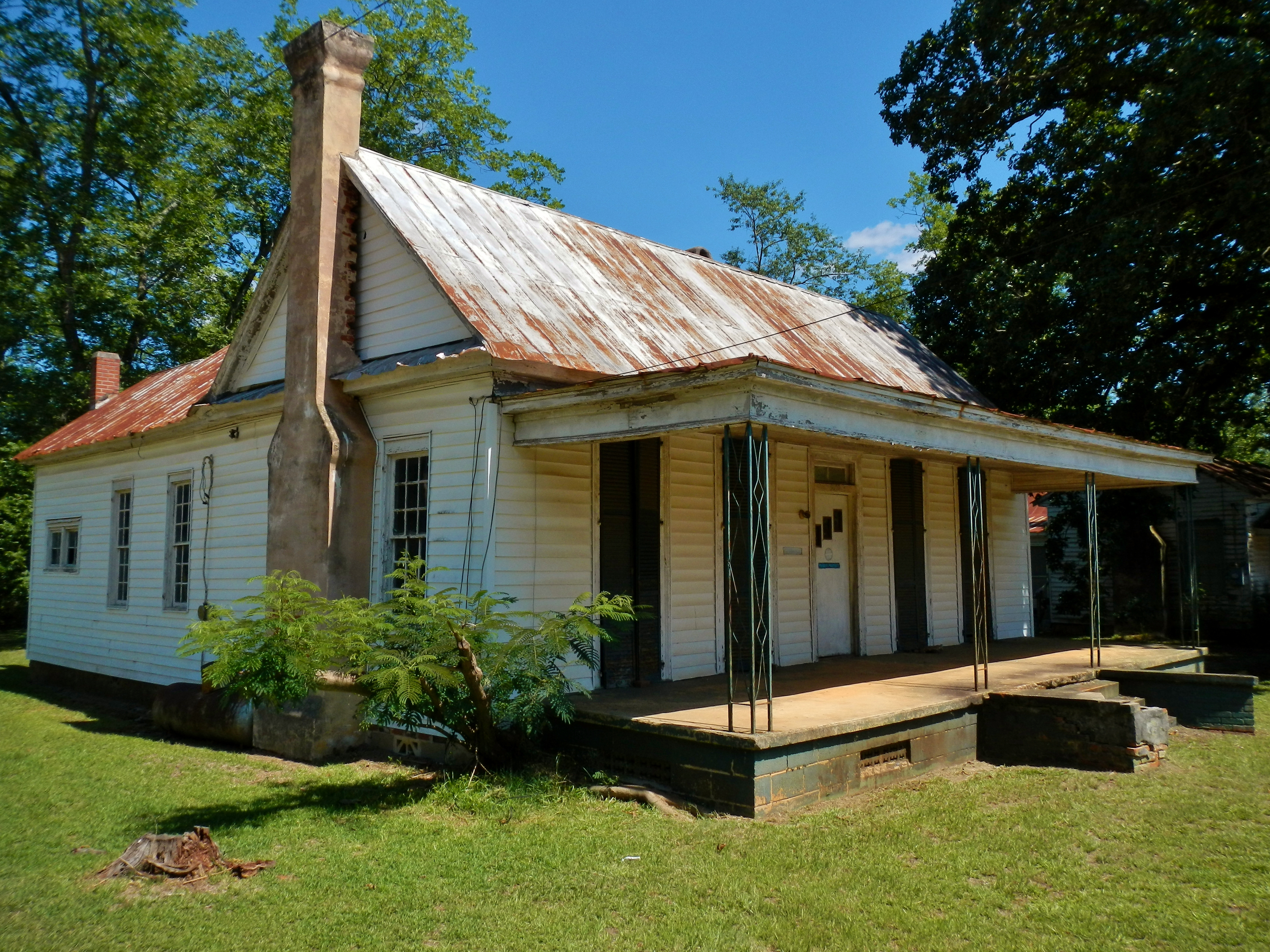
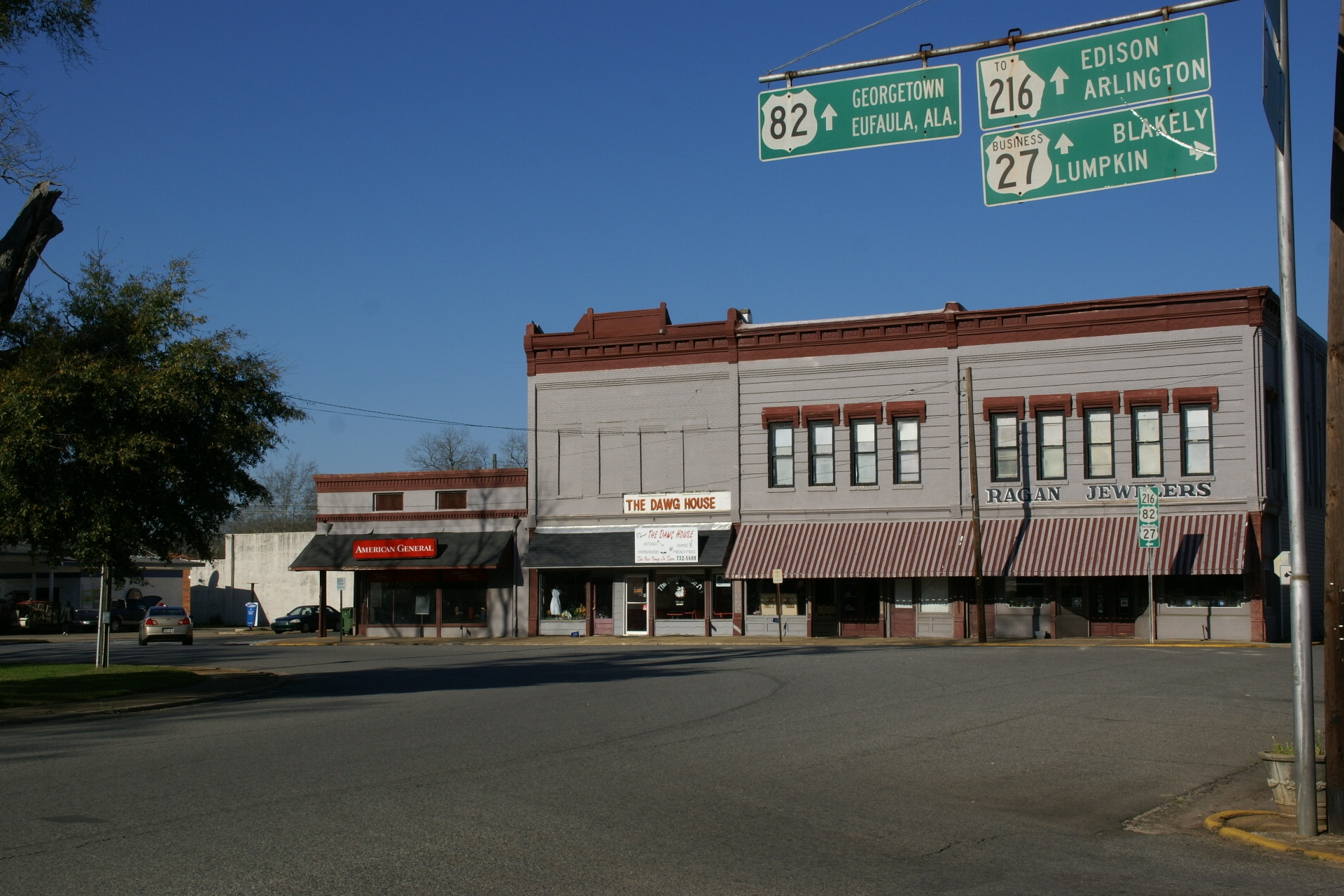
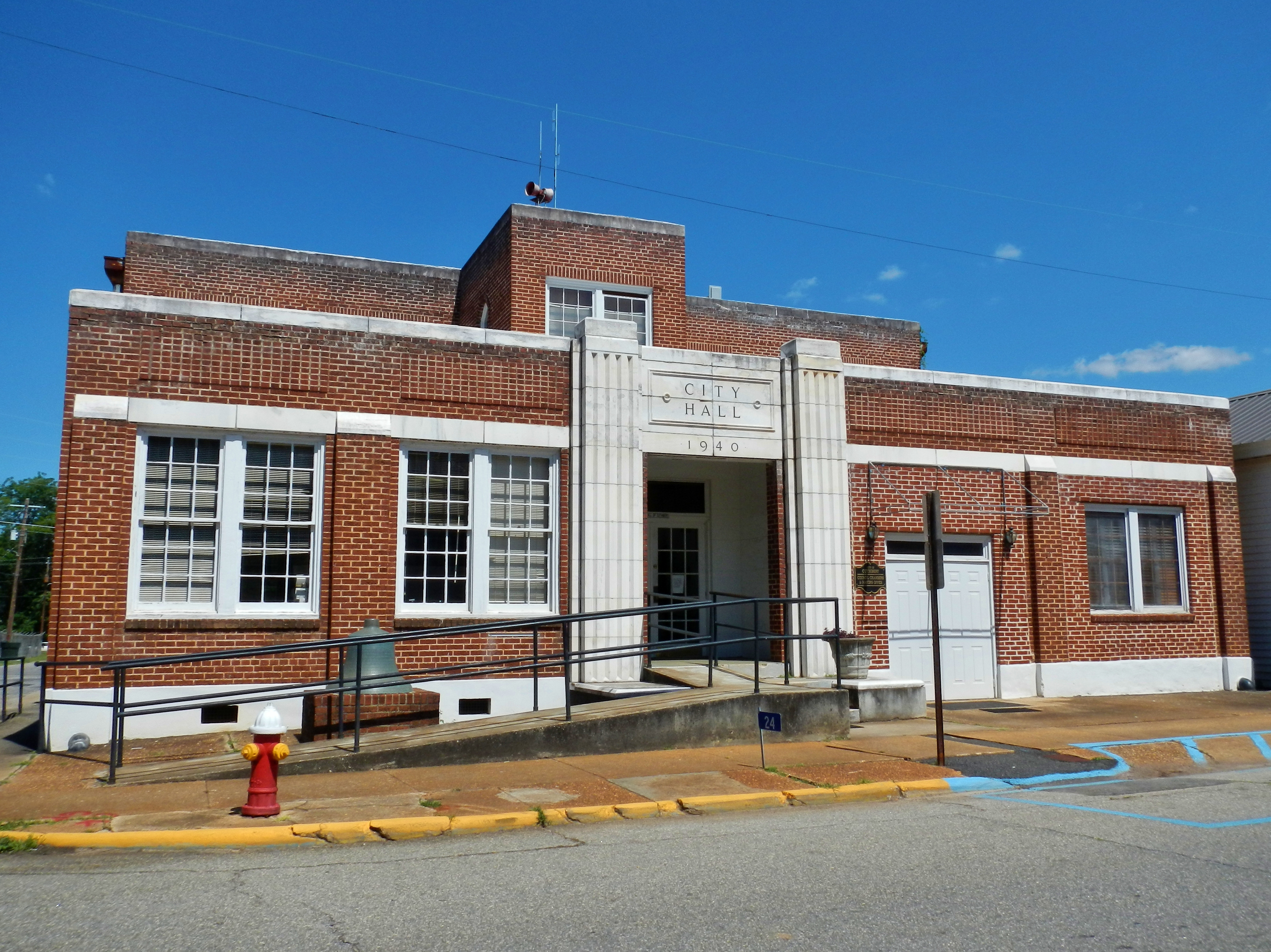
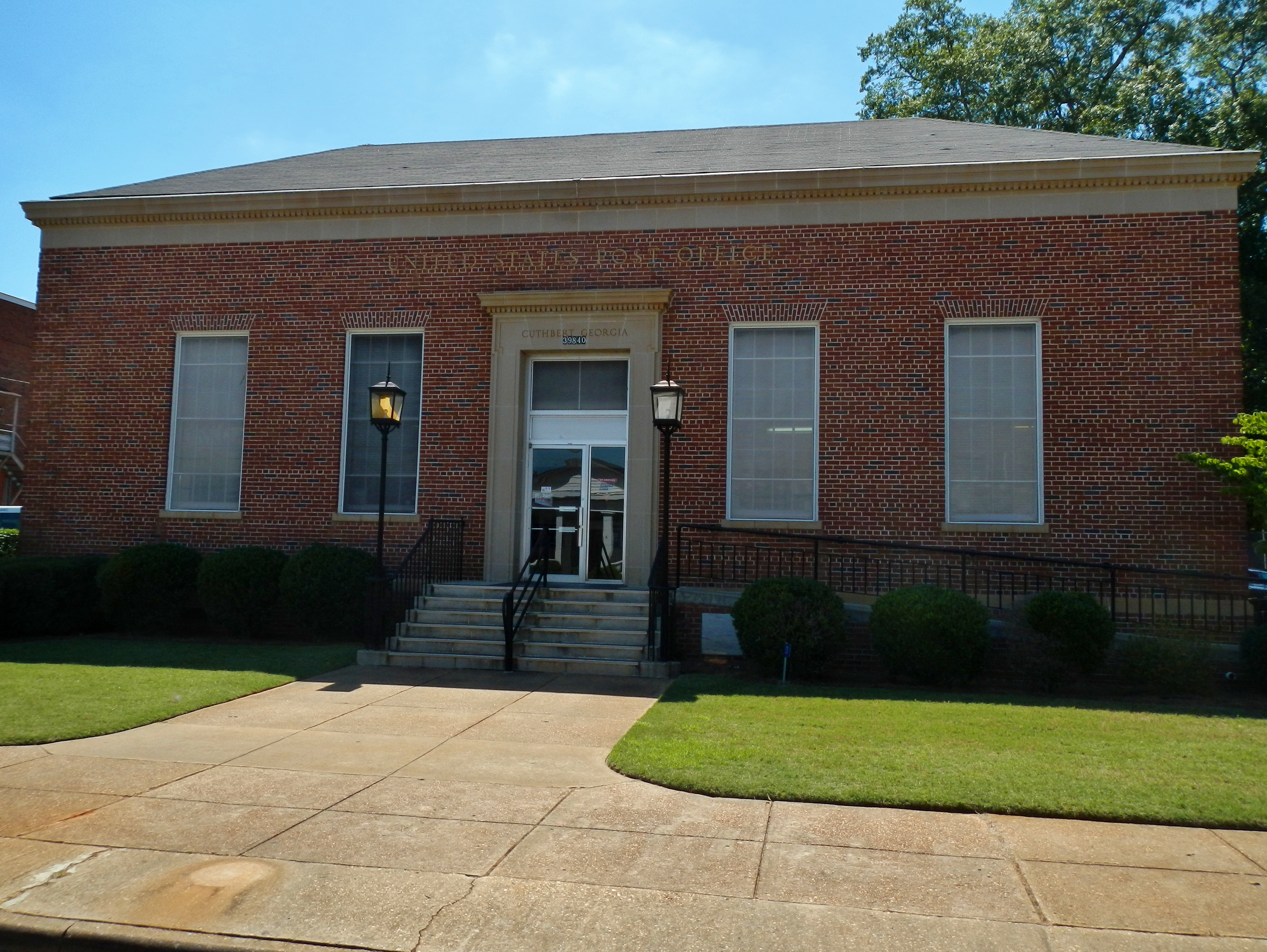
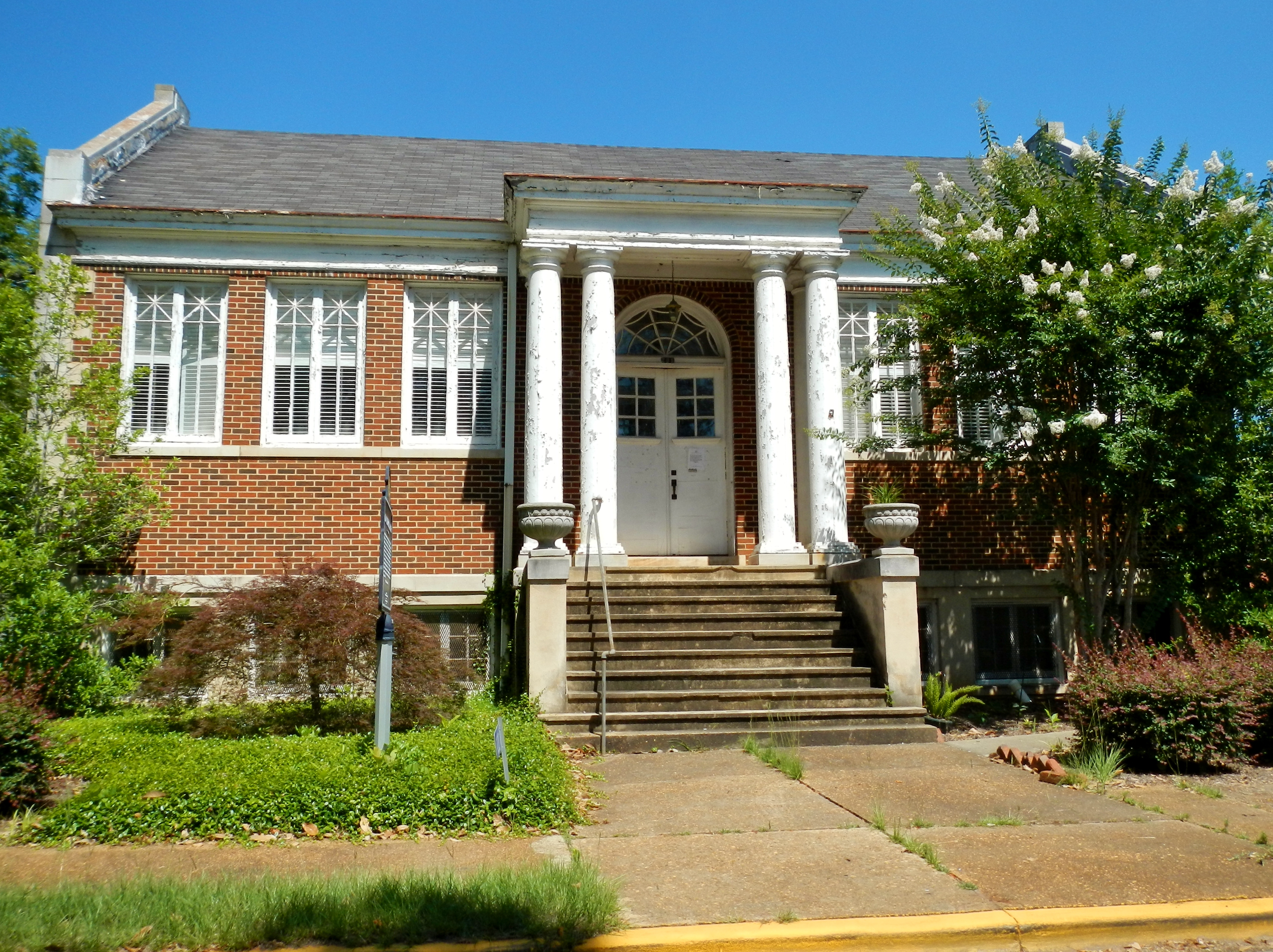
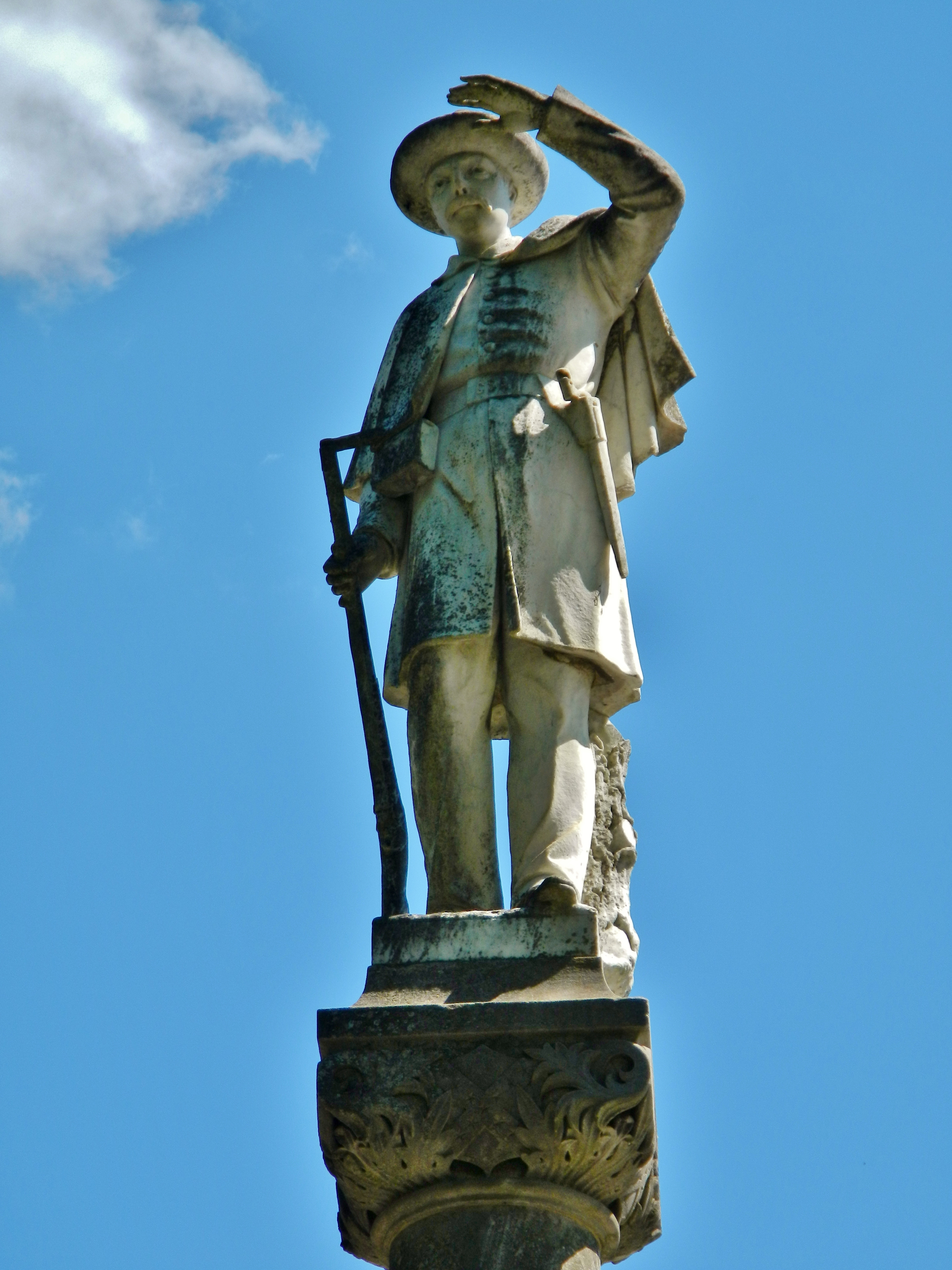
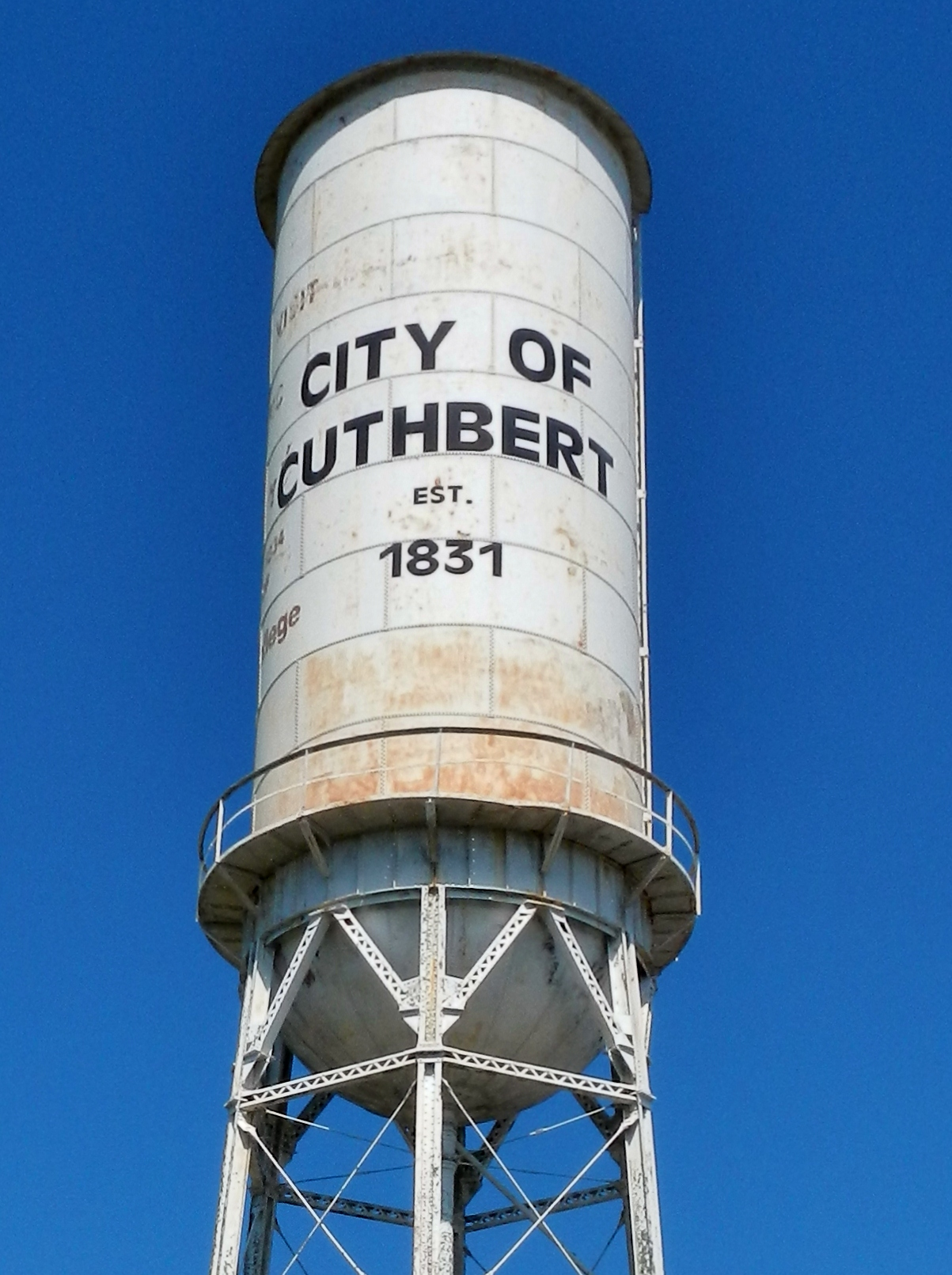